# 1718
1718 (MDCCXVIII) fue un año común comenzado en sábado según el calendario gregoriano.

## Acontecimientos
- 19 de junio: en la provincia de Gansu (China), un terremoto de 7,5 deja un saldo de 73.000 víctimas.
- 11 de agosto: en el cabo Passaro, cerca de Siracusa, la Marina Real británica destruye la flota de José Antonio de Gaztañeta, poniendo fin al intento de España de recuperar Sicilia.
- En el delta del Misisipi, los franceses fundan Nueva Orleans.

## Nacimientos
- 4 de mayo: Philippe Loys de Chéseaux, astrónomo y físico suizo (f. 1751).
- 16 de mayo: Maria Gaetana Agnesi, matemática italiana (f. 1799).
- 23 de mayo: William Hunter, anatomista y médico británico (f. 1783).
- 5 de junio: Thomas Chippendale, diseñador y fabricante de muebles británico (f. 1779).
- 7 de junio: Jean-François Joly de Fleury, ministro de finanzas francés.
- 1 de agosto: Pedro Pablo Abarca de Bolea, IX conde de Aranda, militar y estadista español (f. 1798).
- 1 de septiembre: Antoine de Chézy, ingeniero hidráulico francés (f. 1798).

## Fallecimientos

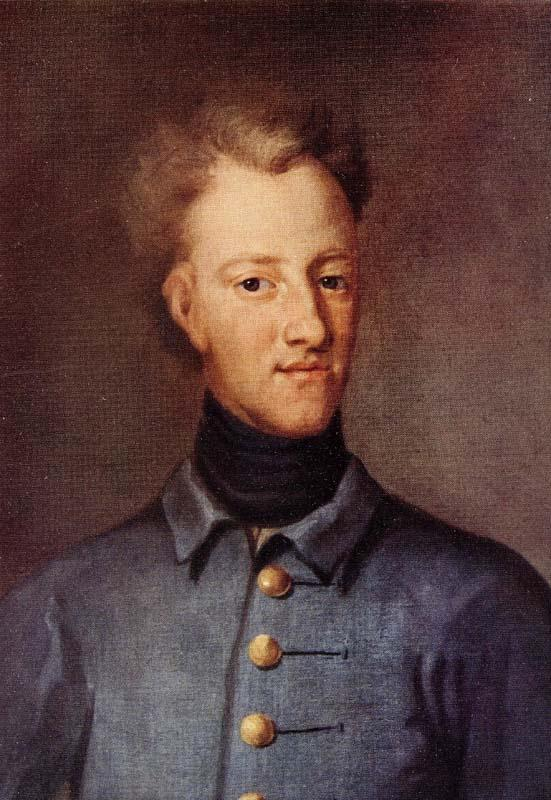
Carlos XII de Suecia

- 22 de noviembre: Barbanegra, pirata británico.
- 30 de noviembre: Carlos XII, rey sueco.
- 10 de diciembre: Stede Bonnet, pirata barbadense.